# 武蔵野学芸専門学校
武蔵野学芸専門学校（むさしのがくげいせんもんがっこう）は、東京都武蔵野市にある美術、デザイン系の専門学校。設置者は学校法人大志学園。

## 沿革
- 1946年 - 学校法人中央労働学園創立（財団法人協調会の財産と事業を継承）
- 1987年 - 武蔵野外語専門学校設立。
- 2015年 - 武蔵野学芸専門学校に変更。

運営法人も学校法人大志学園に変更。
- 2018年 - 美術教育を広く社会に普及させるために武蔵野学芸美術教育研究所を設立。所長には佐藤美術館の学芸部長 立島惠が就任
- 2020年 - 専門課程にグラフィックデザインコース、イラストレーションコースを設置。
- 2020年 - 武蔵野学芸専門学校2号館竣工。
- 2020年 - 専門課程を40名の定員から120名に増床。
- 2021年 - 高等課程にイラストコース、ファッションコースを設置。

## 課程
- 専門課程

国際コミュニケーション学科(2年制)
ファインアート専攻(日本画コース、油絵コース)
デザイン専攻（グラフィックデザインコース、イラストレーションコース、デザイン総合コース、企画理論コース、マンガキャラクターデザインコース)
- 高等課程

国際芸術学科(3年制)
美大進学コース
イラストコース

## 著名な出身者
- さとう珠緒 - タレント（武蔵野外語専門学校時代）